# Cyrtopogon annulatus
Cyrtopogon annulatus là một loài ruồi trong họ Asilidae. Cyrtopogon annulatus được Hermann miêu tả năm 1906. Loài này phân bố ở vùng Cổ Bắc giới.